# Abelardo Aguilar
Abelardo Aguilar foi um microbiologista filipino que é conhecido por sua descoberta da eritromicina, um antibiótico amplamente utilizado no tratamento de infecções bacterianas. Ele nasceu em 12 de fevereiro de 1911, na cidade de Laoag, nas Filipinas, e faleceu em 8 de novembro de 1993.
Aguilar estudou medicina na Universidade das Filipinas e depois completou sua residência em dermatologia e urologia. Em 1948, ele começou a trabalhar como pesquisador no laboratório da farmacêutica americana Eli Lilly and Company, em Indianápolis. Foi lá que ele começou a trabalhar na descoberta de novos antibióticos.
Em 1949, Aguilar isolou uma cepa de Streptomyces erythreus a partir de amostras de solo coletadas nas Filipinas. Ele notou que essa cepa produzia uma substância vermelha, que acabou sendo identificada como eritromicina. A descoberta de Aguilar levou à produção em massa do antibiótico e ajudou a salvar inúmeras vidas ao longo das décadas seguintes.
Aguilar continuou a trabalhar na Eli Lilly até 1976, quando se aposentou. Ele recebeu vários prêmios e honrarias por suas contribuições à medicina, incluindo a Medalha de Honra Nacional das Filipinas e a Medalha de Honra Eli Lilly.
Em resumo, Abelardo Aguilar foi um microbiologista filipino que descobriu a eritromicina, um antibiótico importante usado no tratamento de infecções bacterianas. Sua descoberta ajudou a salvar inúmeras vidas e ele é reconhecido como um herói nacional nas Filipinas.